# 아즈키자카 전투
아즈키자카 전투(일본어: 小豆坂の戦い)는 일본 센고쿠 시대에 오카자키성 근처 미카와국 누카타군 아즈키자카에서 오와리의 오다 가문(織田氏)의 침공에 맞서 미카와의 마쓰다이라 가문(松平氏)과 그 동맹국 이마가와 가문(今川氏)이 대항한 전투이다. 덴분 11년(1542년)과 17년(1548년) 두 차례에 걸쳐 벌어졌다.
발단은 마쓰다이라 가문의 가독 상속을 둘러싼 후계자 분쟁이었다. 그러나 여기에 영지 확대를 꾀하던 인접 국의 오다 가문과 이마가와 가문이 개입하여 사실상 마쓰다이라 기요야스(松平清康)가 죽은 뒤 세력이 현저하게 약화된 마쓰다이라 가문을 대신하여 서 미카와의 패권을 둘러싸고, 오다 노부히데와 이마가와 요시모토가 각축을 벌인 항쟁이라고 볼 수 있다.

## 제 1차 아즈키자카 전투
오다 노부히데의 서 미카와 방면 진출에 대하여 마쓰다이라 가문을 후원하며 동 미카와에서 서 미카와로 세력을 확장하고 있던 이마가와 요시모토는 서 미카와에서 오다 세력을 몰아내기 위하여, 덴분 11년(1542년) 8월(일설에는 12월), 대군을 이끌고 출진하였다. 이에 대항하여 오다 노부히데도 안조 성(安祥城)에서 출격하여 8월 10일(9월 19일) 양군은 오카자키 성 동남쪽의 아즈키자카에서 격돌하였다.
이 전투는 오다 군 무장들의 분투로 오다 군의 승리로 끝난 것으로 여겨지고 있다. 그러나, 이 1차 전투는 허구라는 설도 존재한다.

## 제 2차 아즈키자카 전투
1차 전투의 승리로 오와리·미카와 접경지대에서 오다 가문의 영향력은 계속 강화되었다. 그래서 덴분 13년(1544년)에는 미카와 국 헤키카이 군의 카리야 성(刈谷城)을 본거지로 삼아 접경 지대에서 세력을 갖고 있던 고쿠진 미즈노 노부모토(水野信元)가 동생 오다이노카타가 오카자키 성주 마쓰다이라 히로타다의 정실이라는 인척관계에도 불구하고 마쓰다이라 가문과 절연, 이마가와 씨를 배반하고 오다 가문에 붙었다.
이러한 정세 하에 마쓰다이라 히로타다는 오다 가문에 대항하여 이마가와 가문과의 관계를 더욱 긴밀하게 만들기 위해 적자 다케치요(竹千代, 후의 도쿠가와 이에야스)를 이마가와 가문의 본거지 슨푸(駿府)에 인질로 보내기로 하였다. 그러나 덴분 16년(1547년), 당시 6세이던 다케치요는 인질로 가는 길에 호송을 맡은 다와라 성(田原城) 성주 도다 야스미쓰(戸田康光)의 배신으로 오다 가문에 넘겨지고 말았다. 오다 노부히데는 인질 다케치요를 이용하여 히로타다에게 이마가와 가문을 배반하고 오다 가문의 휘하로 들어올 것을 종용하였으나, 히로타다는 이를 단호히 거절하고 이마가와 가문의 지원을 받으며 오다 가문에 대한 철저 항전의 자세를 관철하였다.
이 즈음, 오다 노부히데는 적남 노부나가와 사이토 도산의 딸 노히메의 혼인을 성사시켜, 누대의 적국 미노의 사이토 가문과 화의를 맺었다. 이로써 북쪽의 걱정이 없어져 여유가 생긴 노부히데는 다시 동쪽으로 눈을 돌려, 안조 성을 교두보로 삼아 오카자키 성 공략을 감행하게 되었다.
덴분 17년(1548년) 3월, 노부히데는 오카자키 성을 무력으로 공략하기 위하여, 장남 오다 노부히로(織田信広)를 선봉으로 삼아 4천여명의 병사를 이끌고 안조 성에서 출진하여 가미와다(上和田)에 포진하였다. 이에 이마가와 요시모토도 가문의 중신 다이겐 셋사이를 대장, 아사히나 야스요시를 부장으로 삼아 약 1만여명의 원군을 파견하였다. 3월 19일(양력 4월 27일)에 이마가와 군과 오다 군의 선봉 노부히로가 아즈키자카에서 조우하여 전투가 시작되었다.
처음에는 이마가와 군이 언덕 정상 부근에 포진하였기 때문에 우세하였으나, 노부히로 부대도 열세롤 깨닫고 무리하지 않고 병사를 돌려 노부히데의 본대에 합류하는 데 성공하여 사기가 오른 오다 군의 분투로 마쓰다이라 부대가 무너지고, 점차 이마가와 군의 패색이 짙어져가고 있었다. 그러던 중, 이마가와 군의 복병 부대가 갑자기 오다 본대의 측면으로 치고 들어와 진형을 무너뜨리자, 오다 군은 안조 성으로 패주하게 되었다.

## 전투의 결과와 그 후의 추세
2차 전투에서 이마가와·마쓰다이라 연합군이 승리를 거두었으나, 그 해에 마쓰다이라 히로타다가 가신의 손에 살해당하고 말았다. 마쓰다이라 가문의 차기 당주 다케치요는 여전히 오다 가문에 억류되어 있어서, 오카자키 성은 성주가 없는 상황이 되었다. 다이겐 셋사이는 인질 교환으로 다케치요를 이마가와 가문의 보호 하로 탈환하는 것을 노리고, 이윽고 다음해 덴분 18년(1549년) 11월, 이마가와 군을 이끌고 안조 성을 공략하여 오다 노부히데의 서장자 노부히로를 포로로 잡았다. 노부히로와 다케치요의 인질 교환 교섭에 성공한 이마가와 가문은 다케치요를 그대로 슨푸로 데리고 가 마쓰다이라 가문을 완전히 종속시키고, 서 미카와의 거점으로 삼은 오카자키 성에 대관을 파견하여 지배하였다.
한편, 안조 성 함락으로 오다 가문의 미카와 출진은 좌절로 끝났고, 더욱이 덴분 20년(1551년)에는 오다 노부히데가 병사하여 후계자 노부나가와 그의 동생 노부카쓰(후의 오다 노부유키(織田信行)) 간에 내분이 일어났다. 그 결과 오와리·미카와 접경지대의 오다 세력이 동요하기 시작하여, 나루미 성(鳴海城)·가사데라 성(笠寺城)이 이마가와 가문에 투항하는 등 역으로 이마가와 가문의 세력이 오와리를 침식해 들어오게 되었다.
이윽고, 동생과의 분쟁에서 승리한 오다 노부나가는 오와리 통일을 진행하여 가사데라를 탈환하고, 이마가와 가문의 장수 오카베 모노토부(岡部元信)가 지키는 나루미 성을 포위 공격하였다. 이에 대하여 에이로쿠 3년(1560년)에 이마가와 요시모토 자신이 대군을 이끌고 오와리에 침공하여, 나루미 성을 비롯한 고립된 이마가와 세력을 구원하고 접경지대에서의 열세를 회복하려고 하였다. 그러나 오케하자마 전투에서 오다 노부나가의 기습을 받고 요시모토가 전사하자, 총대장을 잃은 이마가와 세력이 미카와에서 급히 철수하여 그 대신에 마쓰다이라 모토야스(다케치요)가 이끄는 마쓰다이라 가문이 부흥하게 되었다. 얼마 되지 않아 마쓰다이라 가문과 오다 가문은 동맹을 맺었기 때문에, 장기간 지속되었던 오와리·미카와 접경 지대의 전란은 어느 정도 잦아들게 되었다.